# Yunus Özmusul
Yunus Özmusul (* 4. Februar 1989 in Eskişehir, Türkei) ist ein türkischer Handballspieler. Seine Körperlänge beträgt 2,00 m. Derzeit spielt der Torwart für Orosházi FKSE-LINAMAR in Ungarn und läuft für die türkische Nationalmannschaft auf.

## Karriere
In der Türkei begann Özmusul zunächst mit dem Fußballspielen. Handball spielte er in seinem Geburtsland bei Anadolu Üniversitesi SK, ab seinem 17. Lebensjahr für Maliye Milli Piyango SK, danach für Ankara İl Özel İdare SK, stand zweimal für je ein Jahr bei Beşiktaş Istanbul unter Vertrag und spielte zwei Jahre für Göztepe Izmir. Mit Maliye Milli Piyango spielte er im Europapokal der Pokalsieger, im EHF-Pokal und im EHF Challenge Cup. Mit Ankara spielte er ebenfalls im EHF Challenge Cup. Mit Beşiktaş Istanbul spielte er in der Saison 2014/15 in der EHF Champions League. Im Mai 2015 nahm ihn der TV Bittenfeld unter Vertrag. Özmusul ist damit der erste türkische Nationalspieler, der direkt aus seinem Heimatland in eine der deutschen Bundesligen gewechselt ist. In der Saison 2015/16 spielte er mit dem nun unter dem Namen TVB 1898 Stuttgart antretenden Verein in der Bundesliga und wurde dabei in 30 Spielen eingesetzt. Nach der Saison 2015/16 kehrte Özmusul zu Beşiktaş Istanbul zurück. In der Saison 2016/17 spielte Özmusul mit Beşiktaş in der EHF Champions League. Danach wechselte er für zwei Jahre zu Göztepe Izmir und zu Beginn der Saison 2019/20 nach Griechenland zu AEK Athen. Nachdem er am 27. Oktober 2019 beim Länderspiel der Türkei gegen Belgien zusammen mit der gesamten Mannschaft einen Militärgruß gezeigt hatte, wurde er von seinem Verein zunächst für drei Monate suspendiert und am 17. November gekündigt. Seit Januar 2020 steht er beim ungarischen Erstligisten Orosházi FKSE-LINAMAR unter Vertrag.
Yunus Özmusul hat 60 Länderspiele für die türkische Nationalmannschaft bestritten und nahm mit dieser an den Qualifikationen für die Weltmeisterschaften 2013, 2015, 2017, 2019 und 2021 sowie an den Qualifikationen für die Europameisterschaften 2014, 2016, 2018 und 2020 teil.